# 데이비드 스톡데일
데이비드 아담 스톡데일(David Adam Stockdale, 1985년 9월 28일 ~ )는 잉글랜드의 축구 선수이다. 골키퍼이며, 셰필드 웬즈데이 FC에서 활약하고 있다.